# Xã Grove, Quận Stearns, Minnesota
Xã Grove (tiếng Anh: Grove Township) là một xã thuộc quận Stearns, tiểu bang Minnesota, Hoa Kỳ. Năm 2010, dân số của xã này là 493 người.